# Жужелица золотоямчатая
Жужелица золотоямчатая, или жужелица золотистоямчатая (лат. Carabus clathratus) — вид жуков-жужелиц из подсемейства собственно жужелиц. Распространён в Европе, на Кавказе (в Армении, Грузии) и в Азии (в Казахстане, Кыргызстане, Монголии, России, Северной Корее, Узбекистане). Длина тела взрослых насекомых 25—31 мм. Тело чёрное, сверху тёмно-бронзовое.